# メルヴィル砲台
メルヴィル砲台（メルヴィルほうだい、英語: Merville Gun Battery）は、フランスのノルマンディーにある沿岸要塞で、連合軍のヨーロッパへの侵攻を防ぐためにドイツ軍が建設した大西洋の壁の一部である。特に強化された陣地であり、ノルマンディー上陸作戦中に連合軍が最初に攻撃した場所の1つであった。テレンス・オトウェイが指揮するイギリス軍は、大損害を出しながらも、この砲台を奪取することに成功した。

## 防御
メルヴィル砲台は、トート機関によって建設され、厚さ6フィート (1.8 m)の鉄筋コンクリート製の砲郭4基で構成されていた。各砲郭には、第一次世界大戦時代の骨董品である、射程8,400メートルのチェコ製leFH 14/19（t）100ミリメートル（3.93インチ）山砲が据え付けられていた。 
敷地内の他の建物には、指揮所、兵舎、および弾薬庫が含まれていた。1944年3月6日に陣地を視察したエルヴィン・ロンメル元帥は、作業員に建設をもっと急ぐよう命令し、そして1944年5月に最後の2つの砲郭が完成した。

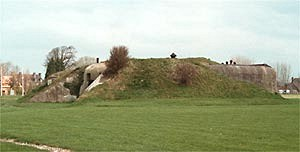
側面から見た砲郭

砲台は、20ミリメートル対空砲と、15ヶ所の銃座に置かれた機関銃で守られていた。640メートル✕460メートルの敷地は、厚さ15フィート (4.6 m)、高さ5フィート (1.5 m)の有刺鉄線と幅100ヤード (91 m)の地雷原で囲まれ、近くの海岸からの進入を阻止する対戦車用の溝が掘られた。

## 関連文献
- The Day the Devils Dropped In.  Neil Barber, Pen & Sword Books 2002.  ISBN 978-1-84415-045-8